# Manade Saumade
La manade Saumade est un élevage de taureaux de Camargue fondé en 1972 par Claude Saumade et Yves Janin sous le nom de manade Saumade-Janin.

## Historique
En 1970, Yves Janin et Claude Saumade, né le 27 novembre 1934, gardian amateur à la manade de L'Amarée, éleveur de moutons puis de taureaux Camargue, frère de Gérard Saumade, s'associent pour créer, à partir de bétail provenant de la Manade Ricard, la manade Saumade-Janin. Leur association prend fin en 1971.
Claude Saumade installe l'élevage successivement à Sainte-Croix-de-Quintillargues, dans la Crau, puis à Sylvéréal. Se disant « plus berger que manadier », il dirige également les arènes de Lunel et des Saintes-Maries-de-la-Mer. Il meurt des suites d'une maladie le 25 mai 2005, au mas de la Grande-Abbaye aux Saintes-Maries. Ses obsèques ont lieu à Saint-Mathieu-de-Tréviers, dont les arènes prennent le nom en 2006.  

### Magali Saumade (depuis 2005)
Sa fille Magali Saumade, née le 28 avril 1963 et installée sur l'exploitation depuis 1987, lui succède,. Elle intervient lors du congrès de la FFCC à Fos-sur-Mer en 2009. Elle est également présidente du syndicat de défense et de promotion de l' appellation AOP Viande taureau de Camargue,,. Un hommage lui est rendu le 13 mai 2012 à Aigues-Vives, lors de l'édition de la Cigale d'or. Elle est la compagne de l'ancien raseteur Thierry Ferrand, qui gère avec elle la manade et dirige aussi les arènes des Saintes-Maries-de-la-Mer.
Depuis 2019, elle préside la chambre d'agriculture du Gard.

## Palmarès
La manade a élevé quatre cocardiers qui sont devenus Biòu d'or : Samouraï (1984), Président (1993 et 1994) et Tristan (1999 et 2001), et Castella (2023 et 2024). 
Le cocardier Président a réussi l'exploit de retourner au toril avec tous ses attributs primés en 1991. L'enchère pour sa prestation donnait lieu à une prime de 7 000 francs. 
Le taureau Tristan est considéré comme un « cocardier d'anthologie » pour Gilles Arnaud, « exceptionnel » pour Martine Aliaga. Son nom évoque l'histoire de Tristan et Iseut.
Romain est également Biòu de l'avenir en 1998 et Lugar meilleur taureau de la Cocarde d'or en 1993 et 1996. Enfin, les taureaux de la manade remportent régulièrement des trophées
Enfin la manade est championne de France en 2016.